# Jasper Vandebroek
Jasper Vandebroek (Neerpelt, 13 april 1992) is een Belgische voetballer die tegenwoordig verdedigt bij de voetbalploeg Lommel United.
Hij komt uit de jeugdopleiding van PSV. 
In de eerste ronde van de Beker van België 2012-13 maakte Vandebroek zijn debuut in het eerste elftal van Lommel United. Ook de week daarop kreeg hij opnieuw een basisplaats op de eerste speeldag van de tweede klasse. 

## Statistieken
| Seizoen         | Club                 | Competitie      | Competitie | Competitie | Play-offs | Play-offs | Beker | Beker | Totaal | Totaal |
| Seizoen         | Club                 | Competitie      | Wed.       | Dlp.       | Wed.      | Dlp.      | Wed.  | Dlp.  | Wed.   | Dlp.   |
| --------------- | -------------------- | --------------- | ---------- | ---------- | --------- | --------- | ----- | ----- | ------ | ------ |
| 2012-2013       | Lommel United        | Tweede klasse   | 1          | 0          | 0         | 0         | 1     | 0     | 2      | 0      |
| 2012-2013       | → Esperanza Neerpelt | Vierde klasse C | 1          | 0          | —         | —         | 0     | 0     | 1      | 0      |
| 2013-2014       | Esperanza Neerpelt   | Vierde klasse C | 5          | 1          | —         | —         | 1     | 0     | 6      | 1      |
| Carrière totaal | Carrière totaal      | Carrière totaal | 6          | 1          | 0         | 0         | 2     | 0     | 8      | 1      |